# Hartheim am Rhein
Hartheim är en kommun och ort i Landkreis Breisgau-Hochschwarzwald i regionen Südlicher Oberrhein i Regierungsbezirk Freiburg i förbundslandet Baden-Württemberg i Tyskland.  Folkmängden uppgår till cirka 5 000 invånare, på en yta av 26 kvadratkilometer. Orten ligger nära floden Rhen som här bildar gränsen till Frankrike.
Kommunen ingår i kommunalförbundet Bad Krozingen tillsammans med staden Bad Krozingen.